# Leonard Smith

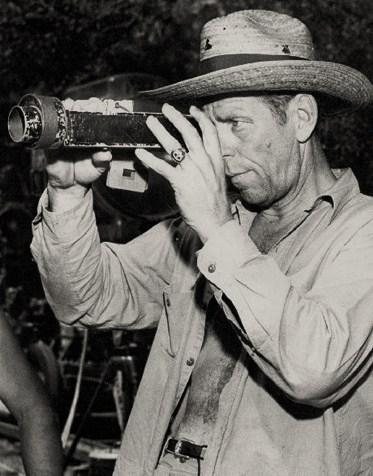
Leonard Smith am Filmset von Die Wildnis ruft

Leonard Smith (* 19. April 1894 in Brooklyn, New York; † 20. Oktober 1947 in Beverly Hills, Los Angeles, Kalifornien) war ein US-amerikanischer Kameramann, der zwischen 1915 und 1946 für insgesamt über 70 Kinofilme tätig war. Er spezialisierte sich dabei in den 1940er-Jahren vor allem auf den Dreh von Farbfilmen. Kurz vor seinem Tod gewann er noch einen Oscar für seine Kameraarbeit beim Farbfilm Die Wildnis ruft, drei weitere Male wurde er für diesen Preis nominiert. Smith fungierte zwischen 1943 und 1947 ebenfalls als Präsident der American Society of Cinematographers.

## Filmografie (Auswahl)
- 1925: Auf nach Illustrien (The Wizard of Oz)
- 1930: Buster rutscht ins Filmland (Free and Easy)
- 1930: Der brave Soldat Elmer (Doughboys)
- 1931: Buster hat nichts zu lachen (Sidewalks of New York)
- 1933: Eskimo
- 1934: Murder in the Private Car
- 1936: Tarzans Rache (Tarzan Escapes)
- 1936: Die Teufelspuppe (The Devil Doll)
- 1938: Drei Männer im Paradies (Paradise for Three)
- 1938: Marie-Antoinette
- 1939: Tarzan und sein Sohn (Tarzan Finds a Son!)
- 1939: Die Marx Brothers im Zirkus (All the Circus)
- 1940: Go West (Go West)
- 1941: Der letzte Bandit (Billy the Kid)
- 1943: Heimweh (Lassie Come Home)
- 1944: Kleines Mädchen, großes Herz (National Velvet)
- 1946: Lassie – Held auf vier Pfoten (Courage of Lassie)
- 1946: Die Wildnis ruft (The Yearling)

## Auszeichnungen
- 1941: Oscar-Nominierung für die Beste Kamera (Farbe) für Der letzte Bandit
- 1943: Oscar-Nominierung für die Beste Kamera (Farbe) für Heimweh
- 1946: Oscar-Nominierung für die Beste Kamera (Farbe) für Kleines Mädchen, großes Herz
- 1947: Oscar für die Beste Kamera (Farbe) für Die Wildnis ruft